# 田畑茂二郎

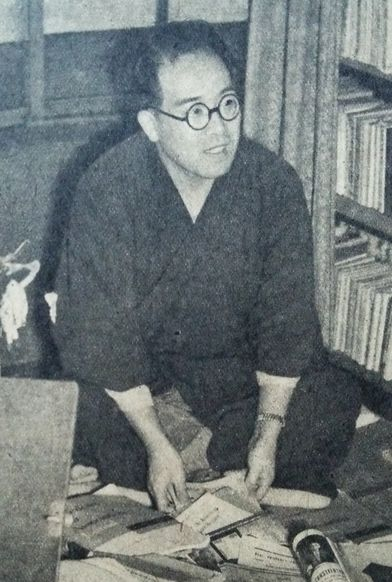
1949年

田畑 茂二郎（たばた しげじろう、1911年3月22日 - 2001年3月8日）は、日本の法学者。専門は国際法。学位は、法学博士（京都大学・論文博士・1961年）。日本学士院会員。京都府舞鶴市出身。

## 学歴
- 1928年
  - 京都府立舞鶴中学校 (旧制)（現：京都府立西舞鶴高等学校）卒業
  - 第三高等学校文科甲類入学
- 1934年 京都帝国大学法学部卒業
- 1961年 法学博士（京都大学）（学位論文「国際法における承認の理論」）

## 職歴
- 1934年 京都帝国大学法学部助手
- 1938年 京都大学帝国大学助教授
- 1945年 京都帝国大学法学部教授（1965-1966年法学部長）
- 1974年 京都府立大学および京都府立大学女子短期大学部学長（1980年まで）
- 1978年 世界平和アピール七人委員会委員
- 1980年 日本学士院会員
- 1981年 京都芸術短期大学学長（1987年まで）
- 1992年 世界人権問題研究センター設立研究会会長就任
- 1994年 世界人権問題研究センター所長就任
- 1995年 国際法学会名誉理事長就任

## 賞歴
- 1988年 京都新聞文化賞
- 1990年 京都府文化賞（特別功労賞）

## 栄典
- 1981年 勲二等旭日重光章
- 1997年 文化功労者

## その他
- 1987年 講書始で昭和天皇に「人権と国際法」について進講

## 著書

### 単著
- 『国家平等理論の転換』（日本外政協会、1944年／秋田屋、1946年）
- 『国家主権と国際法』（日本評論社、1950年）
- 『世界政府の思想』（岩波書店［岩波新書］、1950年）
- 『世界人権宣言』（弘文堂、1951年）
- 『国際法』（有信堂高文社、1951年／新訂版、1964年）
- 『人権と国際法』（日本評論新社、1952年）
- 『国際法・国際政治の諸問題』（有信堂高文社、1955年）
- 『国際法における承認の理論――国家および政府の承認』（日本評論新社、1955年）
- 『国際法』（岩波書店、1956年／第2版、1966年）
- 『法律学全集（55-57）国際法（1-3）』（有斐閣、1957年-1959年／新版、1972年-1973年）
- 『国家平等思想の史的系譜』（同文書院、1958年）
- 『安保体制と自衛権』（有信堂高文社、1960年／増補訂正版、1969年）
- 『国際法の話』（日本放送出版協会、1966年／改訂版、1974年）
- 『国際法講義（上・下）』（有信堂高文社、1968年-1970年／改訂版、1972年-1980年／新訂2版、1979年／新版、1982年-1984年）
- 『国際社会の新しい流れの中で――一国際法学徒の軌跡』（東信堂、1988年）
- 『国際化時代の人権問題』（岩波書店、1988年）
- 『国際法新講（上・下）』（東信堂、1990年-1991年）
- 『国際法講話――新しい「国際法の話」』（有信堂高文社、1991年）
- 『現代国際法の課題』（東信堂、1991年）

### 共著
- （田岡良一）『国際法講話』（高桐書院、1948年／改定版、有信堂、1950年）

### 編著
- 『国際連合の研究――田岡良一先生還暦記念論文集 (1-3)』（有斐閣、1962年-1966年）
- 『新しい国際法をめざして』（有信堂高文社、1975年／補正版、1981年）
- 『法学入門』（有信堂高文社、1976年）
- 『21世紀世界の人権』（明石書店、1996年）

### 共編著
- （高林秀雄）『国際条約・資料集』（有信堂高文社、1960年／改訂版、1969年）
- （石本泰雄）『国際法』（有信堂高文社、1963年／改訂版、1971年／第2版、1983年）
- （前芝確三）『戦争と政治』（雄渾社、1968年）
- （太寿堂鼎）『ケースブック国際法』（有信堂高文社、1972年／増訂版、1980年／新版、1987年）
- （石本泰雄）『ハンドブック国際法』（有信堂高文社、1975年／増補版、1980年）
- （高林秀雄・山手治之・太寿堂鼎・香西茂・竹本正幸・小川芳彦）『基本条約・資料集』（東信堂、1982年／新版、1991年／新3版、1995年）
- （石本泰雄）『国際法――ニューハンドブックス』（有信堂高文社、1983年／第3版、1996年）
- （竹本正幸・松井芳郎・薬師寺公夫）『国際人権条約・宣言集』（東信堂、1990年／第2版、1994年）
- （高林秀雄）『ベーシック条約集』（東信堂、1997年）
- （竹本正幸・松井芳郎）『判例国際法』（東信堂、2000年）